# 個人美術館
個人美術館（こじんびじゅつかん）とは、美術館のうち、一個人が自らの収集品をもとに設立し運営するもの、または特定の作家ひとりの作品に限って収蔵し公開するものをいう。本項目では後者について記述する。

## 日本の主な個人美術館の一覧
| 作家名                     | ジャンル               | 館名 | 所在地                                                                          | 画像 |
| -------------------------- | ---------------------- | --- | ------------------------------------------------------------------------------- | ---- |
| 金田心象                   | 書道家                 | 金田心象書道美術館 | 北海道幌延町                                                                    |      |
| 中原悌二郎                 | 彫刻家                 | 中原悌二郎記念旭川市彫刻美術館                                                                                                | 北海道旭川市                                                                    |      |
| 神田日勝                   | 洋画家                 | 神田日勝記念美術館 | 北海道鹿追町                                                                    |      |
| 後藤純男                   | 日本画家               | 後藤純男美術館 | 北海道上富良野町                                                                |      |
| 木田金次郎                 | 洋画家                 | 木田金次郎美術館 | 北海道岩内町                                                                    |      |
| 西村計雄                   | 洋画家                 | 西村計雄記念美術館 | 北海道共和町                                                                    |      |
| 小川原脩                   | 洋画家                 | 小川原脩記念美術館 | 北海道倶知安町                                                                  |      |
| 三岸好太郎                 | 洋画家                 | 北海道立三岸好太郎美術館 | 北海道札幌市                                                                    |      |
| 小原道城                   | 書道家                 | 小原道城書道美術館 | 北海道札幌市                                                                    |      |
| 棟方志功                   | 板画家                 | 棟方志功記念館 青森県立美術館棟方志功展示室 やまとあーとみゅーじあむ                                                          | 青森県青森市 同上 埼玉県秩父市                                                  |      |
| 常田健                     | 洋画家                 | 常田健 土蔵のアトリエ美術館                                                                                                   | 青森県青森市                                                                    |      |
| 鷹山宇一                   | 洋画家                 | 七戸町立鷹山宇一記念美術館 | 青森県七戸町                                                                    |      |
| 福田繁雄                   | グラフィックデザイナー | 福田繁雄デザイン館 | 岩手県二戸市                                                                    |      |
| 深沢紅子                   | 洋画家                 | 深沢紅子野の花美術館 (盛岡市) 深沢紅子野の花美術館 (軽井沢町)                                                                 | 岩手県盛岡市 長野県北佐久郡軽井沢町                                             |      |
| 萬鉄五郎                   | 洋画家                 | 萬鉄五郎記念美術館 | 岩手県花巻市                                                                    |      |
| 利根山光人                 | 洋画家                 | 利根山光人記念美術館 | 岩手県北上市                                                                    |      |
| 平福穂庵 平福百穂          | 日本画家               | 角館町平福記念美術館 | 秋田県仙北市                                                                    |      |
| ルネ・ラリック             | ガラス工芸家           | 大村美術館 箱根ラリック美術館 SUWAガラスの里の美術館 成田美術館                                                               | 秋田県仙北市 神奈川県足柄下郡 長野県諏訪市 滋賀県長浜市                         |      |
| 岡田謙三                   | 洋画家                 | 秋田市立千秋美術館・岡田謙三記念館                                                                                            | 秋田県秋田市                                                                    |      |
| 関谷四郎                   | 鍛金家                 | 秋田市立赤れんが郷土館関谷四郎記念室                                                                                          | 秋田県秋田市                                                                    |      |
| 勝平得之                   | 版画家                 | 秋田市立赤れんが郷土館勝平得之記念館                                                                                          | 秋田県秋田市                                                                    |      |
| 藤田喬平                   | ガラス工芸家           | 藤田喬平ガラス美術館 | 宮城県宮城郡松島町                                                              |      |
| 杉村惇                     | 洋画家                 | 塩竈市杉村惇美術館 | 宮城県塩竈市                                                                    |      |
| 佐藤忠良                   | 彫刻家                 | 宮城県美術館佐藤忠良記念館 佐川美術館佐藤忠良館                                                                               | 宮城県仙台市 滋賀県守山市                                                       |      |
| 中本誠司                   | 現代美術家             | 中本誠司現代美術館 | 宮城県仙台市                                                                    |      |
| 土門拳                     | 写真家                 | 土門拳記念館 | 山形県酒田市                                                                    |      |
| 近岡善次郎                 | 洋画家                 | 新庄ふるさと歴史センター近岡善次郎記念室                                                                                      | 山形県新庄市                                                                    |      |
| 奥山峰石                   | 金工家                 | 新庄ふるさと歴史センター奥山峰石記念室                                                                                        | 山形県新庄市                                                                    |      |
| 斎藤真一                   | 洋画家                 | 出羽桜美術館分館 斎藤真一心の美術館                                                                                           | 山形県天童市                                                                    |      |
| 歌川広重                   | 浮世絵師               | 広重美術館 (山形県) 那珂川町馬頭広重美術館 東海道広重美術館 中山道広重美術館                                                  | 山形県天童市 栃木県那須郡那珂川町 静岡県静岡市 岐阜県恵那市                     |      |
| 新海竹太郎 新海竹蔵        | 彫刻家                 | 山形美術館 新海竹太郎・新海竹蔵彫刻室                                                                                         | 山形県山形市                                                                    |      |
| 斎藤清                     | 版画家                 | やないづ町立斎藤清美術館 | 福島県河沼郡柳津町                                                              |      |
| 大山忠作                   | 日本画家               | 大山忠作美術館 | 福島県二本松市                                                                  |      |
| 藤城清治                   | 影絵作家               | 藤城清治美術館那須高原 世界の影絵・切り絵・ガラス・オルゴール美術館                                                           | 群馬県那須郡那須町 長野県北佐久郡立科町                                         |      |
| 星野富弘                   | 画家                   | みどり市立富弘美術館 芦北町立星野富弘美術館                                                                                   | 群馬県みどり市 熊本県葦北郡芦北町                                               |      |
| 山田かまち                 | 芸術家                 | 高崎市山田かまち美術館 | 群馬県高崎市                                                                    |      |
| 福沢一郎                   | 洋画家                 | 富岡市立美術博物館・福沢一郎記念美術館 福沢一郎記念館                                                                         | 群馬県富岡市 東京都世田谷区                                                     |      |
| 桑原巨守                   | 彫刻家                 | 渋川市美術館・桑原巨守彫刻美術館                                                                                              | 群馬県渋川市                                                                    |      |
| 小杉放菴                   | 画家                   | 小杉放菴記念日光美術館 | 栃木県日光市                                                                    |      |
| 荒井寛方                   | 日本画家               | さくら市ミュージアム 荒井寛方記念館                                                                                           | 栃木県さくら市                                                                  |      |
| 田崎草雲                   | 日本画家               | 草雲美術館 | 栃木県足利市                                                                    |      |
| 長谷川沼田居               | 日本画家               | 長谷川沼田居美術館 | 栃木県足利市                                                                    |      |
| 川上澄生                   | 版画家                 | 鹿沼市立川上澄生美術館 | 栃木県鹿沼市                                                                    |      |
| 濱田庄司                   | 陶芸家                 | 濱田庄司記念益子参考館 | 栃木県益子町                                                                    |      |
| 板谷波山                   | 陶芸家                 | 板谷波山記念館 | 茨城県筑西市                                                                    |      |
| 小川芋銭                   | 日本画家               | 雲魚亭 | 茨城県牛久市                                                                    |      |
| 田中嘉三                   | 日本画家               | 田中嘉三記念館 | 茨城県笠間市                                                                    |      |
| 河鍋暁斎                   | 絵師                   | 河鍋暁斎記念美術館 | 埼玉県蕨市                                                                      |      |
| 相原求一朗                 | 洋画家                 | 相原求一朗美術館 川越市立美術館相原求一朗記念室                                                                               | 北海道河西郡中札内村 埼玉県川越市                                               |      |
| 丸木位里 丸木俊            | 洋画家                 | 原爆の図丸木美術館 | 埼玉県東松山市                                                                  |      |
| 菱川師宣                   | 浮世絵師               | 菱川師宣記念館 | 千葉県安房郡鋸南町                                                              |      |
| 東山魁夷                   | 日本画家               | 市川市東山魁夷記念館 東山魁夷 心の旅路館 長野県立美術館 東山魁夷館 香川県立東山魁夷せとうち美術館                             | 千葉県市川市 岐阜県中津川市 長野県長野市 香川県坂出市                           |      |
| 蔦谷喜一                   | 画家                   | ぬりえ美術館 | 東京都荒川区                                                                    |      |
| 田河水泡                   | 漫画家                 | 田河水泡・のらくろ館 | 東京都江東区                                                                    |      |
| 浜口陽三                   | 版画家                 | ミュゼ浜口陽三 ヤマサコレクション                                                                                             | 東京都中央区                                                                    |      |
| 相田みつを                 | 書家                   | 相田みつを美術館 | 東京都千代田区                                                                  |      |
| マリー・ローランサン       | 画家                   | マリー・ローランサン美術館 | 東京都千代田区                                                                  |      |
| 横山大観                   | 日本画家               | 横山大観記念館 足立美術館 横山大観特別展示室                                                                                  | 東京都台東区 島根県安来市                                                       |      |
| 黒田清輝                   | 洋画家                 | 黒田記念館 | 東京都台東区                                                                    |      |
| 朝倉文夫                   | 彫刻家                 | 台東区立朝倉彫塑館 朝倉文夫記念館                                                                                             | 東京都台東区 大分県豊後大野市                                                   |      |
| 葛飾北斎                   | 浮世絵師               | すみだ北斎美術館 北斎館 葛飾北斎美術館                                                                                        | 東京都墨田区 長野県上高井郡小布施町 島根県鹿足郡津和野町                        |      |
| 久米桂一郎                 | 洋画家                 | 久米美術館 | 東京都品川区                                                                    |      |
| 東郷青児                   | 洋画家                 | SOMPO美術館 | 東京都新宿区                                                                    |      |
| 佐伯祐三                   | 画家                   | 佐伯祐三アトリエ記念館 | 東京都新宿区                                                                    |      |
| 草間彌生                   | 芸術家                 | 草間彌生美術館 湯河原かぼちゃ美術館                                                                                           | 東京都新宿区 神奈川県足柄下郡湯河原町                                           |      |
| 岡本太郎                   | 芸術家                 | 岡本太郎記念館 川崎市岡本太郎美術館                                                                                           | 東京都港区 神奈川県川崎市                                                       |      |
| 秋山庄太郎                 | 写真家                 | 秋山庄太郎写真芸術館 | 東京都港区                                                                      |      |
| いわさきちひろ             | 絵本画家               | ちひろ美術館・東京 安曇野ちひろ美術館                                                                                         | 東京都練馬区 長野県北安曇郡松川村                                               |      |
| 入江一子                   | 洋画家                 | 入江一子シルクロード記念館 | 東京都杉並区                                                                    |      |
| 小野忠重                   | 版画家                 | 小野忠重版画館 | 東京都杉並区                                                                    |      |
| 清川泰次                   | 洋画家                 | 世田谷美術館分館清川泰次記念ギャラリー 清川泰次芸術館                                                                         | 東京都世田谷区 静岡県御前崎市                                                   |      |
| 向井潤吉                   | 洋画家                 | 世田谷美術館分館向井潤吉アトリエ館                                                                                            | 東京都世田谷区                                                                  |      |
| 宮本三郎                   | 洋画家                 | 世田谷美術館分館宮本三郎記念美術館 小松市立宮本三郎美術館                                                                     | 東京都世田谷区 石川県小松市                                                     |      |
| 長谷川町子                 | 漫画家                 | 長谷川町子美術館 | 東京都世田谷区                                                                  |      |
| 村井正誠                   | 洋画家                 | 村井正誠記念美術館 | 東京都世田谷区                                                                  |      |
| 松本かつぢ                 | 漫画家                 | 松本かつぢ資料館 | 東京都世田谷区                                                                  |      |
| 川端龍子                   | 日本画家               | 大田区立龍子記念館 | 東京都大田区                                                                    |      |
| 熊谷恒子                   | 書家                   | 熊谷恒子記念館 | 東京都大田区                                                                    |      |
| トレンツ・リャド           | 画家                   | 杉山美術館 | 東京都江戸川区                                                                  |      |
| 岩田専太郎                 | 挿絵画家               | 金土日館 | 東京都文京区                                                                    |      |
| 中村研一                   | 洋画家                 | 中村研一記念小金井市立はけの森美術館                                                                                          | 東京都小金井市                                                                  |      |
| 平櫛田中                   | 彫刻家                 | 小平市平櫛田中彫刻美術館 井原市立田中美術館                                                                                   | 東京都小平市 岡山県井原市                                                       |      |
| 牛島憲之                   | 洋画家                 | 府中市美術館牛島憲之記念館 | 東京都府中市                                                                    |      |
| 小島善太郎                 | 洋画家                 | 小島善太郎記念館 | 東京都日野市                                                                    |      |
| 川合玉堂                   | 日本画家               | 玉堂美術館 | 東京都青梅市                                                                    |      |
| 赤塚不二夫                 | 漫画家                 | 青梅赤塚不二夫会館 | 東京都青梅市                                                                    |      |
| 藤子・F・不二雄            | 漫画家                 | 藤子・F・不二雄ミュージアム                                                                                                   | 神奈川県川崎市多摩区                                                            |      |
| 中村正義                   | 日本画家               | 中村正義の美術館 | 神奈川県川崎市麻生区                                                            |      |
| 葉祥明                     | 絵本作家               | 北鎌倉 葉祥明美術館 | 神奈川県鎌倉市                                                                  |      |
| 鏑木清方                   | 日本画家               | 鎌倉市鏑木清方記念美術館 | 神奈川県鎌倉市                                                                  |      |
| 山口蓬春                   | 日本画家               | 山口蓬春記念館 | 神奈川県三浦郡葉山町                                                            |      |
| 宮永岳彦                   | 画家                   | 秦野市立宮永岳彦記念美術館 | 神奈川県秦野市                                                                  |      |
| 清水崑                     | 漫画家                 | 長崎市清水崑展示館 | 長崎県長崎市                                                                    |      |
| 中川一政                   | 洋画家                 | 真鶴町立中川一政美術館 白山市立松任中川一政記念美術館                                                                         | 神奈川県足柄下郡真鶴町 石川県白山市                                             |      |
| 平山郁夫                   | 日本画家               | 平山郁夫シルクロード美術館 佐川美術館平山郁夫館 平山郁夫美術館                                                                | 山梨県北杜市 滋賀県守山市 広島県尾道市                                          |      |
| キース・ヘリング           | 画家                   | 中村キース・ヘリング美術館 | 山梨県北杜市小淵沢町                                                            |      |
| 東君平                     | 絵本作家               | くんぺい童話館 | 山梨県北杜市                                                                    |      |
| 薮内正幸                   | 挿絵画家               | 薮内正幸美術館 | 山梨県北杜市                                                                    |      |
| 津田青楓                   | 画家                   | 笛吹市立青楓美術館 | 山梨県笛吹市                                                                    |      |
| 名取春仙                   | 版画家                 | 南アルプス市立春仙美術館 | 山梨県南アルプス市                                                              |      |
| 高橋まゆみ                 | 人形作家               | 飯山市高橋まゆみ人形館 | 長野県飯山市                                                                    |      |
| 平塚運一 小林朝治          | 版画家                 | 須坂版画美術館・平塚運一版画美術館                                                                                            | 長野県須坂市                                                                    |      |
| 池田満寿夫                 | 版画家                 | 池田満寿夫美術館 | 長野県長野市                                                                    |      |
| 中島千波                   | 日本画家               | おぶせミュージアム・中島千波館                                                                                                | 長野県上高井郡小布施町                                                          |      |
| 鈴木鎮一                   | 音楽教育家             | 鈴木鎮一記念館 | 長野県松本市                                                                    |      |
| 山本鼎                     | 画家                   | 山本鼎記念館 | 長野県上田市                                                                    |      |
| 石井鶴三                   | 彫刻家                 | 石井鶴三美術資料館 | 長野県上田市                                                                    |      |
| 尾澤千春 尾澤敏春          | 彫刻家                 | 尾澤木彫美術館 | 長野県上田市                                                                    |      |
| 丸山晩霞                   | 水彩画家               | 丸山晩霞記念館 | 長野県東御市                                                                    |      |
| 菊池哲男                   | 山岳写真家             | 菊池哲男山岳フォトアートギャラリー                                                                                            | 長野県北安曇郡白馬村                                                            |      |
| ジャン・ジャンセン         | 画家                   | 安曇野ジャンセン美術館 | 長野県安曇野市                                                                  |      |
| 田淵行男                   | 写真家                 | 田淵行男記念館 | 長野県安曇野市                                                                  |      |
| 荻原碌山                   | 彫刻家                 | 碌山美術館 | 長野県安曇野市                                                                  |      |
| 高橋節郎                   | 漆芸家                 | 安曇野高橋節郎記念美術館 | 長野県安曇野市                                                                  |      |
| 征矢野久                   | 水彩画家               | 征矢野久水彩館 | 長野県安曇野市                                                                  |      |
| 石川功一                   | 画家                   | 小さな美術館軽井沢草花館 | 長野県北佐久郡軽井沢町                                                          |      |
| 脇田和                     | 洋画家                 | 脇田美術館 | 長野県北佐久郡軽井沢町                                                          |      |
| 田崎広助                   | 画家                   | 田崎美術館 | 長野県北佐久郡軽井沢町                                                          |      |
| 千住博                     | 画家                   | 軽井沢千住博美術館 | 長野県北佐久郡軽井沢町                                                          |      |
| レイモン・ペイネ           | 画家                   | ペイネ美術館 | 長野県北佐久郡軽井沢町                                                          |      |
| 藤田嗣治                   | 画家                   | 軽井沢安東美術館 | 長野県北佐久郡軽井沢町                                                          |      |
| 丹地保堯                   | 写真画家               | 丹地保堯写真美術館 | 長野県北佐久郡軽井沢町                                                          |      |
| 奥村土牛                   | 日本画家               | 奥村土牛記念美術館 | 長野県南佐久郡佐久穂町                                                          |      |
| 原田泰治                   | グラフィックデザイナー | 諏訪市原田泰治美術館 | 長野県諏訪市                                                                    |      |
| 山下清                     | 画家                   | 放浪美術館 | 長野県茅野市                                                                    |      |
| 矢崎虎夫                   | 彫刻家                 | 蓼科高原美術館矢崎虎夫記念館                                                                                                  | 長野県茅野市                                                                    |      |
| 小川天香                   | 左官                   | 茅野泥工美術の館・鏝絵天香館                                                                                                  | 長野県茅野市                                                                    |      |
| 武井武雄                   | 童画家                 | イルフ童画館 | 長野県岡谷市                                                                    |      |
| 小山敬三                   | 画家                   | 小諸市立小山敬三美術館 | 長野県小諸市                                                                    |      |
| 川本喜八郎                 | 人形アニメ作家         | 飯田市川本喜八郎人形美術館 | 長野県飯田市                                                                    |      |
| 小林古径                   | 日本画家               | 小林古径記念美術館 | 新潟県上越市                                                                    |      |
| 蕗谷虹児                   | 挿絵画家               | 蕗谷虹児記念館 | 新潟県新発田市                                                                  |      |
| 篠田桃紅                   | 書家・日本画家         | 篠田桃紅作品館 関市立篠田桃紅美術空間                                                                                         | 新潟県新潟市中央区 岐阜県関市                                                   |      |
| 篁牛人                     | 日本画家               | 富山市篁牛人記念美術館 | 富山県富山市                                                                    |      |
| 下保昭                     | 日本画家               | 富山県水墨美術館下保昭作品室                                                                                                  | 富山県富山市                                                                    |      |
| 竹内源蔵                   | 左官                   | 射水市竹内源造記念館 | 富山県射水市                                                                    |      |
| 松村外次郎                 | 彫刻家                 | 松村外次郎記念庄川美術館 | 富山県砺波市                                                                    |      |
| 谷口吉郎 谷口吉生          | 建築家                 | 谷口吉郎・吉生記念金沢建築館                                                                                                  | 石川県金沢市                                                                    |      |
| 澤田政廣                   | 彫刻家                 | 熱海市立澤田政廣記念美術館 | 静岡県熱海市                                                                    |      |
| 戸田幸四郎                 | 絵本作家               | 戸田幸四郎絵本美術館 | 静岡県熱海市                                                                    |      |
| 村上康成                   | 絵本作家               | 村上康成美術館 | 静岡県伊東市                                                                    |      |
| 入江長八                   | 左官                   | 伊豆の長八美術館 | 静岡県賀茂郡松崎町                                                              |      |
| 山本丘人                   | 日本画家               | 美術館夢呂土・山本丘人記念館                                                                                                  | 静岡県駿東郡小山町                                                              |      |
| ベルナール・ビュフェ       | 画家                   | クレマチスの丘 ベルナール・ビュフェ美術館                                                                                     | 静岡県駿東郡長泉町                                                              |      |
| 横井照子                   | 洋画家                 | 横井照子富士美術館 横井照子ひなげし美術館                                                                                     | 静岡県富士市 岐阜県恵那市                                                       |      |
| 芹沢銈介                   | 染色家                 | 東北福祉大学 芹沢銈介美術工芸館 静岡市立芹沢銈介美術館                                                                        | 宮城県仙台市 静岡県静岡市                                                       |      |
| 秋野不矩                   | 日本画家               | 秋野不矩美術館 | 静岡県浜松市                                                                    |      |
| 藤井達吉                   | 工芸家                 | 碧南市藤井達吉現代美術館 | 愛知県碧南市                                                                    |      |
| 杉本健吉                   | 画家                   | 杉本美術館 | 愛知県知多郡美浜町                                                              |      |
| 荻須高徳                   | 洋画家                 | 稲沢市荻須記念美術館 | 愛知県稲沢市                                                                    |      |
| 三岸節子                   | 洋画家                 | 三岸節子記念美術館 | 愛知県一宮市                                                                    |      |
| 小野道風                   | 書道家                 | 道風記念館 | 愛知県春日井市                                                                  |      |
| 大池晴嵐                   | 書道家                 | 晴嵐館 | 愛知県江南市                                                                    |      |
| 前田青邨                   | 日本画家               | 青邨記念館 | 岐阜県中津川市                                                                  |      |
| 熊谷守一                   | 画家                   | 熊谷守一記念館 熊谷守一美術館                                                                                                 | 岐阜県中津川市 東京都豊島区                                                     |      |
| 荒川豊蔵                   | 陶芸家                 | 荒川豊蔵資料館 | 岐阜県可児市                                                                    |      |
| 加藤栄三 加藤東一          | 日本画家               | 加藤栄三・東一記念美術館 | 岐阜県岐阜市                                                                    |      |
| 円空                       | 仏師                   | 円空美術館 関市円空館 関市洞戸円空記念館 千光寺円空仏寺宝館                                                                   | 岐阜県岐阜市 岐阜県関市 岐阜県高山市                                            |      |
| 守屋多々志                 | 日本画家               | 大垣市守屋多々志美術館 | 岐阜県大垣市                                                                    |      |
| 日比野五鳳                 | 書家                   | 日比野五鳳記念美術館 | 岐阜県安八郡神戸町                                                              |      |
| 三浦勝治                   | 洋画家                 | 三浦勝治美術館 | 岐阜県関市                                                                      |      |
| 柳原義達                   | 彫刻家                 | 三重県立美術館柳原義達記念館                                                                                                  | 三重県津市                                                                      |      |
| 伊藤小坡                   | 日本画家               | 猿田彦神社小坡美術館 | 三重県伊勢市                                                                    |      |
| 田垣内友吉                 | 洋画家                 | 熊野石蔵美術館 | 三重県熊野市                                                                    |      |
| 小倉遊亀                   | 日本画家               | 滋賀県立近代美術館小倉遊亀コーナー                                                                                            | 滋賀県大津市                                                                    |      |
| 三橋節子                   | 日本画家               | 三橋節子美術館 | 滋賀県大津市                                                                    |      |
| 樂吉左衛門                 | 陶芸家                 | 佐川美術館 樂美術館 | 滋賀県守山市 京都府京都市                                                       |      |
| 河井寛次郎                 | 陶芸家                 | 河井寛次郎記念館 足立美術館 河合寛次郎室                                                                                      | 京都府京都市東山区 島根県安来市                                                 |      |
| 近藤悠三                   | 陶芸家                 | 近藤悠三記念館 | 京都府京都市東山区                                                              |      |
| 並河靖之                   | 七宝家                 | 並河靖之七宝記念館 | 京都府京都市東山区                                                              |      |
| 小松均                     | 日本画家               | 小松均美術館 | 京都府京都市左京区                                                              |      |
| 竹内栖鳳                   | 日本画家               | 霞中庵 竹内栖鳳記念館 | 京都府京都市右京区                                                              |      |
| 古田織部                   | 茶人                   | 古田織部美術館 | 京都府京都市北区                                                                |      |
| 木島桜谷                   | 日本画家               | 櫻谷文庫 | 京都府京都市北区                                                                |      |
| 堂本印象                   | 日本画家               | 京都府立堂本印象美術館 | 京都府京都市北区                                                                |      |
| 佐藤太清                   | 日本画家               | 福知山市佐藤太清記念美術館 | 京都府福知山市                                                                  |      |
| 松花堂昭乗                 | 書家                   | 八幡市立松花堂美術館 | 京都府八幡市                                                                    |      |
| 富本憲吉                   | 陶芸家                 | 富本憲吉記念館 | 奈良県生駒郡安堵町                                                              |      |
| 上村松園 上村松篁 上村淳之 | 日本画家               | 松伯美術館 | 奈良県奈良市                                                                    |      |
| 入江泰吉                   | 写真家                 | 入江泰吉記念奈良市写真美術館                                                                                                  | 奈良県奈良市                                                                    |      |
| 杉岡華邨                   | 書家                   | 杉岡華邨書道美術館 | 奈良県奈良市                                                                    |      |
| 円山応挙 長沢芦雪          | 絵師                   | 串本応挙芦雪館 | 和歌山県西牟婁郡串本町                                                          |      |
| アルフォンス・ミュシャ     | 画家                   | 堺市立文化館アルフォンス・ミュシャ館                                                                                          | 大阪府堺市                                                                      |      |
| 手塚治虫                   | 漫画家                 | 宝塚市立手塚治虫記念館 | 兵庫県宝塚市                                                                    |      |
| 富岡鉄斎                   | 日本画家               | 鉄斎美術館 辰馬考古資料館 | 兵庫県宝塚市 兵庫県西宮市                                                       |      |
| 金山平三                   | 洋画家                 | 兵庫県立美術館 金山平三記念室                                                                                                 | 兵庫県神戸市                                                                    |      |
| 小磯良平                   | 洋画家                 | 神戸市立小磯記念美術館 兵庫県立美術館 小磯良平記念室                                                                          | 兵庫県神戸市                                                                    |      |
| 世良臣絵                   | 洋画家                 | 世良美術館 | 兵庫県神戸市                                                                    |      |
| 小原豊雲                   | 華道家                 | 豊雲記念館 | 兵庫県神戸市                                                                    |      |
| 松岡映丘                   | 日本画家               | 柳田國男・松岡家顕彰会記念館                                                                                                  | 兵庫県神崎郡福崎町                                                              |      |
| 淀井敏夫                   | 彫刻家                 | あさご芸術の森美術館 | 兵庫県朝来市                                                                    |      |
| 横尾忠則                   | 洋画家                 | 岡之山美術館 横尾忠則現代美術館 豊島横尾館                                                                                    | 兵庫県西脇市 兵庫県神戸市 香川県小豆郡                                          |      |
| 伊藤清永                   | 洋画家                 | 伊藤清永記念館 | 兵庫県豊岡市                                                                    |      |
| マルク・シャガール         | 画家                   | マイシャガール美術館 | 兵庫県芦屋市                                                                    |      |
| 大石可久也 大石鉦子        | 洋画家                 | 淡路大磯アート山・大石可久也美術館                                                                                            | 兵庫県淡路市                                                                    |      |
| 直原玉青                   | 日本画家               | 南あわじ市滝川記念美術館玉青館                                                                                                | 兵庫県南あわじ市                                                                |      |
| ベル・串田                 | 洋画家                 | ベル串田記念館 | 岡山県岡山市                                                                    |      |
| 藤原啓                     | 陶芸家                 | 藤原啓記念館 | 岡山県備前市                                                                    |      |
| 竹久夢二                   | 画家                   | 竹久夢二伊香保記念館 日光竹久夢二美術館 竹久夢二美術館 金沢湯涌夢二館 夢二郷土美術館 夢二郷土美術館分館（夢二生家・少年山荘） | 群馬県渋川市 栃木県日光市 東京都文京区 石川県金沢市 岡山県岡山市 岡山県瀬戸内市 |      |
| 児島虎次郎                 | 画家                   | 大原美術館児島虎次郎記念館 | 岡山県倉敷市                                                                    |      |
| 奥田元宋 奥田小由女        | 日本画家 人形作家      | 奥田元宋・小由女美術館 | 広島県三次市                                                                    |      |
| 辻村寿三郎                 | 人形作家               | 辻村寿三郎人形館 | 広島県三次市                                                                    |      |
| 圓鍔勝三                   | 彫刻家                 | 圓鍔記念館 | 広島県尾道市                                                                    |      |
| 前田寛治                   | 洋画家                 | 鳥取県立博物館 倉吉博物館 | 鳥取県鳥取市 鳥取県倉吉市                                                       |      |
| 長谷川富三郎               | 版画家                 | 三朝バイオリン美術館 | 鳥取県三朝町（三朝温泉）                                                        |      |
| 植田正治                   | 写真家                 | 植田正治写真美術館 | 鳥取県伯耆町                                                                    |      |
| 北大路魯山人               | 芸術家                 | 春風萬里荘 足立美術館 北大路魯山人室                                                                                          | 茨城県笠間市 島根県安来市                                                       |      |
| 石本正                     | 日本画家               | 浜田市立石正美術館 | 島根県浜田市                                                                    |      |
| 雪舟                       | 画僧                   | 益田市立雪舟の郷記念館 | 島根県益田市                                                                    |      |
| 安野光雅                   | 絵本作家               | 安野光雅美術館 | 島根県鹿足郡津和野町                                                            |      |
| 香月泰男                   | 洋画家                 | 香月泰男美術館 | 山口県長門市                                                                    |      |
| 貫名菘翁                   | 書家                   | 菘翁美術館 | 徳島県徳島市                                                                    |      |
| エミール・ガレ             | ガラス工芸家           | 鳴門ガレの森美術館 | 徳島県鳴門市                                                                    |      |
| イサム・ノグチ             | 彫刻家                 | イサム・ノグチ庭園美術館 | 香川県高松市                                                                    |      |
| 李禹煥                     | 画家                   | 李禹煥美術館 | 香川県香川郡直島町                                                              |      |
| 猪熊弦一郎                 | 洋画家                 | 丸亀市猪熊弦一郎現代美術館 | 香川県丸亀市                                                                    |      |
| 野間仁根                   | 洋画家                 | 吉海郷土文化センター 野間仁根記念室                                                                                           | 愛媛県今治市                                                                    |      |
| 村上三島                   | 書家                   | 村上三島記念館 | 愛媛県今治市                                                                    |      |
| 伊東豊雄                   | 建築家                 | 今治市伊東豊雄建築ミュージアム                                                                                                | 愛媛県今治市                                                                    |      |
| 岩田健                     | 彫刻家                 | 今治市岩田健母と子のミュージアム                                                                                              | 愛媛県今治市                                                                    |      |
| 田渕俊夫                   | 日本画家               | 今治市大三島美術館田渕俊夫記念展示室                                                                                          | 愛媛県今治市                                                                    |      |
| 高畠華宵                   | 画家                   | 弥生美術館 高畠華宵大正ロマン館                                                                                               | 東京都文京区 愛媛県東温市                                                       |      |
| 畦地梅太郎                 | 版画家                 | 畦地梅太郎記念美術館 | 愛媛県宇和島市                                                                  |      |
| やなせたかし               | 漫画家                 | 香美市立やなせたかし記念館 | 高知県香美市                                                                    |      |
| 中村研一 中村琢二          | 洋画家                 | 中村研一・中村琢二生家美術館                                                                                                  | 福岡県宗像市                                                                    |      |
| 織田廣喜                   | 洋画家                 | 嘉麻市立織田廣喜美術館 | 福岡県嘉麻市                                                                    |      |
| 岡田三郎助                 | 洋画家                 | 佐賀県立美術館 OKADA-ROOM | 佐賀県佐賀市                                                                    |      |
| 古賀忠雄                   | 彫刻家                 | 古賀忠雄彫刻の森 | 佐賀県佐賀市                                                                    |      |
| 中林梧竹                   | 書家                   | 小城市立中林梧竹記念館・歴史資料館                                                                                            | 佐賀県小城市                                                                    |      |
| 野口彌太郎                 | 洋画家                 | 長崎市野口彌太郎記念美術館 | 長崎県長崎市                                                                    |      |
| 北村西望                   | 彫刻家                 | 井の頭自然文化園 彫刻園 北村西望記念館 西望記念館                                                                             | 東京都三鷹市 長崎県南島原市 長崎県島原市                                        |      |
| 池大雅                     | 南画家                 | 見性寺大雅堂 | 大分県中津市                                                                    |      |
| 磯崎新                     | 建築家                 | 大分市アートプラザ磯崎新建築資料室                                                                                            | 大分県大分市                                                                    |      |
| 坂本善三                   | 洋画家                 | 坂本善三美術館 | 熊本県小国町                                                                    |      |
| 中村晋也                   | 彫刻家                 | 中村晋也美術館 | 鹿児島県鹿児島市                                                                |      |
| 吉井淳二                   | 洋画家                 | 吉井淳二美術館 | 鹿児島県南さつま市                                                              |      |
| 田中一村                   | 日本画家               | 田中一村記念美術館 | 鹿児島県奄美市                                                                  |      |
| 名嘉睦稔                   | 版画家                 | ボクネン美術館 | 沖縄県北谷町                                                                    |      |
| 小林貞吾                   | 彫刻家                 | 小林貞吾記念館 | 長野県小諸市                                                                    |      |